# London GD HC
La London Great Dane Handball Club  è una società di pallamano maschile con sede a Londra.

## Storia
Il "Great Dane Handball Club" fu fondato nel 1976 da giocatori di origini scandinave ma gradualmente accolse atleti provenienti da altre nazioni. Il club è noto per la sua organizzazione e la promozione della pallamano a livello locale. Infatti, oltre alle squadre senior, la London GD punta molto nel settore giovanile per avvicinare i giovani a questo sport. La filosofia del club combina professionalità e inclusività, offrendo opportunità di gioco sia agli amatori che agli atleti di alto livello.
La London GD è tra i club più titolati della pallamano inglese, avendo vinto numerosi campionati nazionali e coppe. È stata una delle società dominanti nella England Handball League, sia nella categoria maschile che femminile. Il club ha anche partecipato regolarmente alle competizioni europee, rappresentando il Regno Unito in tornei come la EHF Challenge Cup.